# Zarečje (Słowenia)
Zarečje – wieś w Słowenii, w gminie Ilirska Bistrica. W 2018 roku liczyła 150 mieszkańców.